# بنيامين جيستي

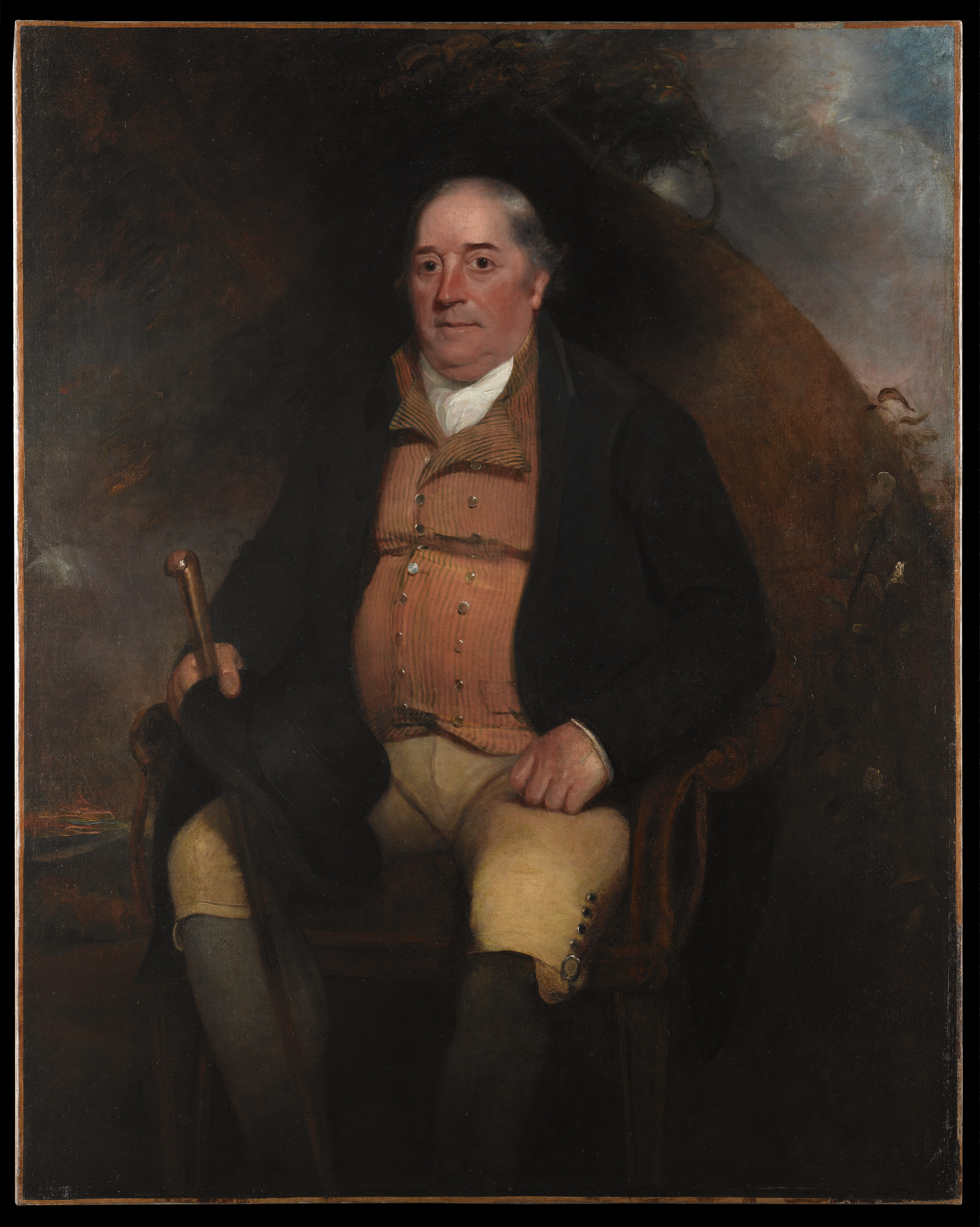
بنيامين جيستي بقلم مايكل ويليام شارب ، 1805

بنيامين جيستي (بالإنجليزية: Benjamin Jesty)‏ (حوالي 1736 - 16 أبريل 1816)
كان مزارعًا في يتمنستر في دورست - إنجلترا، في ما يلي ملحوظة لتجربته المبكرة في تحريض المناعة ضد الجدري باستخدام الجدري.
فكرة أن هؤلاء الأشخاص المصابين بجدري البقر، وهو مرض خفيف نسبيًا، تم حمايتهم لاحقًا ضد الجدري لم تكن ملاحظة غير شائعة مع قوم البلد في أواخر القرن الثامن عشر، لكن جيستي كان واحد من أول من عمد إلى إدارة الفيروس الأقل ضراوة. كان واحداً من الأشخاص الستة الإنجليز والدنمركيين والألمان الذين أفادوا أنهم أداروا الجدري لحث المناعة ضد الجدري بشكل مصطنع من 1770 إلى 1791 ؛ فقط جوبست بوس من غوتنغن، ألمانيا مع تطعيماته التي أجريت عام 1769، والتي سبقت عمل جيستي.
```
 
```

```
على عكس إدوارد جينر، وهو طبيب تم منحه الفضل الواسع لتطوير لقاح الجدري في عام 1796، لم تنشر جستي النتائج التي توصل إليها منذ حوالي عشرين عامًا في عام 1774.
[
4
]
[
5
]
```

## حياته

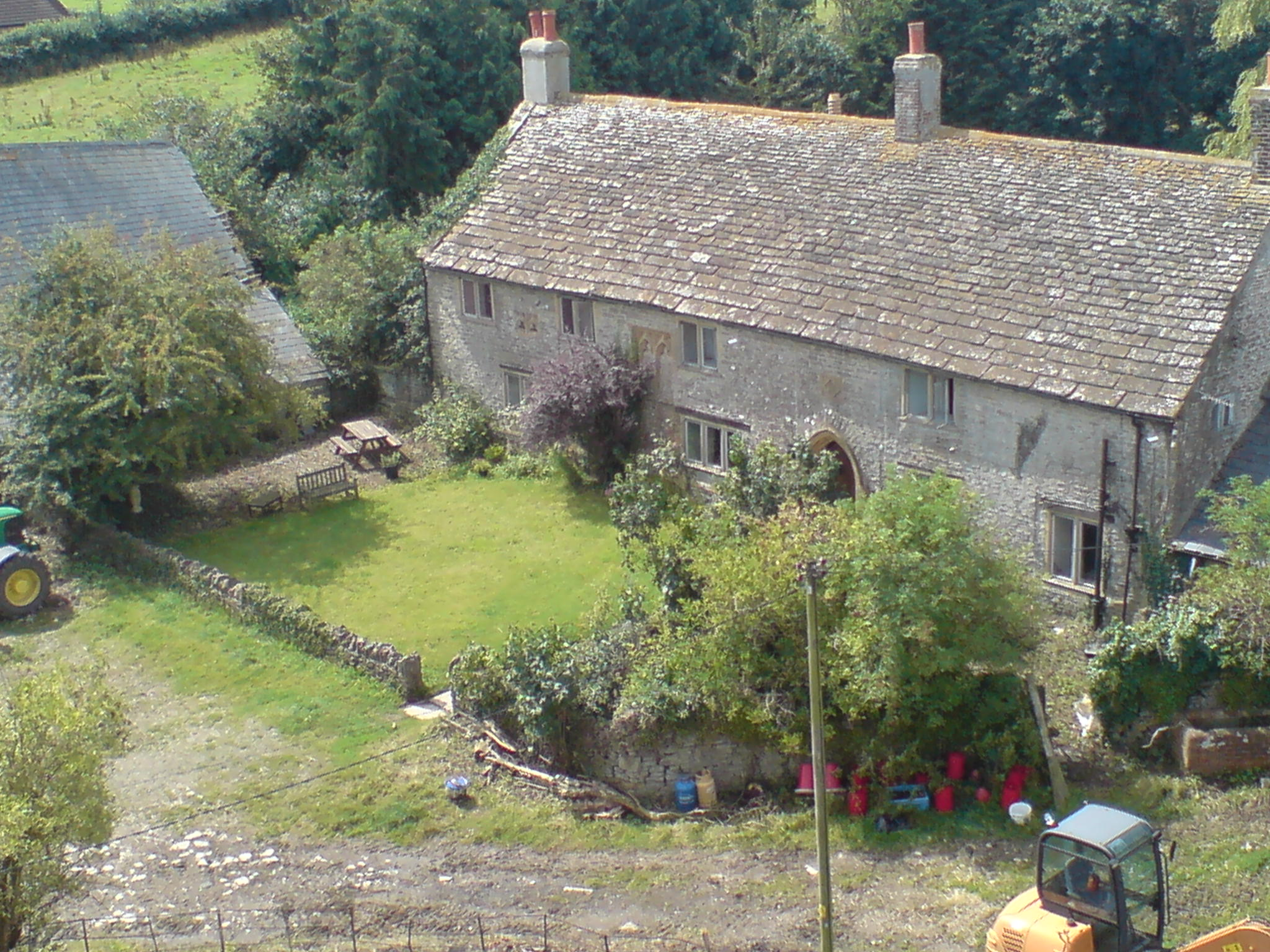
مزرعة أبوري ، موطن عائلة جيستي في الوقت الذي حدثت فيه التلقيحات الرائدة

ولد جيستي في يتمنستر، دورست، وعمد هناك في 19 أغسطس 1736، وهو أصغر أربعة أبناء على الأقل من روبرت جيستي، الذي كان جزارًا. وفي مارس 1770 م، تزوج من إليزابيث نوتلي (1740-1824) في لونجبورتون، على بعد أربعة أميال شمال شرق يتمينستر. عاش الزوجان في مزرعة أبوري، بجوار كنيسة يتمنستر، وكان للزوجين أربعة أبناء وثلاث بنات.

## جيستي والجدري
خلال القرن الثامن عشر، انتشر الجدري على نطاق واسع في جميع أنحاء إنجلترا، مع انتشار الأوبئة. وكان معروفًا في مناطق تربية الألبان في جنوب غرب البلاد أن خادمات الحليب والعمال الآخرين الذين أصيبوا بجدري البقر من التعامل مع ضرع الأبقار، كانوا محصنين فيما بعد ضد الجدري. وكان هؤلاء الناس قادرين على رعاية ضحايا الجدري دون خوف من الإصابة بالمرض بأنفسهم. كما أصبحت هذه المعرفة الشعبية تنتشر تدريجياً على نطاق أوسع بين المجتمع الطبي: ففي عام 1765 قدم الدكتور Fewster (ربماJohn Fewster) من  )ثورنبيري – جلوسيسترشاير (ورقة إلى الجمعية الطبية في لندن بعنوان «جدري البقر وقدرته على منع الجدري»، وذكر دكتور رولف - طبيب آخر في غلوسترشاير - أن جميع الأطباء ذوي الخبرة في ذلك الوقت كانوا على علم بذلك.
```
 
```

أصيب جستي واثنتان من خادماته - آن نوتلي وماري ريد - بجدري البقر عندما جاء وباء الجدري إلى يتمنستر في عام 1774، قرر جيستي محاولة منح زوجته إليزابيث وابنيه الأكبر حصانة عن طريق نقلهم بجدري البقر؛ أخذ عائلته إلى بقرة في مزرعة قريبة في شيتنول أصيبت بالمرض، وباستخدام إبرة جريئة، نقل المواد البثرية من البقرة بخدش أذرعهم.
كان لدى الأولاد ردود فعل محلية خفيفة وتعافوا بسرعة لكن ذراع زوجته أصبحت ملتهبة للغاية ولفترة من الوقت تسببت حالتها في القلق، على الرغم من أنها تعافت تمامًا في الوقت المناسب.
قوبلت تجربة جيستي بالعداء من قبل جيرانه. وقد وُصِف بأنه غير إنساني، و «تم إطلاق النار عليه، وشتمه، وضربه كلما حضر أسواقًا في الحي». حيث كان يُعتقد أن إدخال مرض حيواني إلى جسم الإنسان مثير للاشمئزاز، بل إن البعض «خشي من تحولهم إلى حيوانات بقرون». لكن فعالية العلاج تم إثباتها عدة مرات في السنوات التي تلت ذلك، عندما فشل ابنا جيستي الأكبر، المعرضين للجدري، في الإصابة بالمرض.

ازداد الاهتمام بالقوى الوقائية من فيروس جدري البقر، وفي مايو 1796، بعد أكثر من 20 عامًا من قيام جيستي بتطعيماته، بدأ إدوارد جينر سلسلة تجاربه للتطعيم. وفي حوالي 1797 انتقل جيستي وعائلته من يتمنستر، عندما تولى جيستي إيجار  مزرعة داونشاي مانور في Worth Matravers بالقرب من ساحل دورست.
هنا لفت انتباه الدكتور أندرو بيل، عميد سواناج القريب الذي (ربما بتشجيع من جهود جيستي) قام بتطعيم أكثر من 200 من أبرشياته في عام 1806.

## الاعتراف والسنوات الاخيرة
في يونيو 1802 حصل جينر على مكافأة قدرها 10000 جنيه استرليني من مجلس العموم لاكتشاف وتعزيز التطعيم، وجائزة أخرى بقيمة 20000 جنيه إسترليني متبوعة في عام 1807. قبل منح هذا المبلغ الأول، جورج بيرسون، مؤسس مؤسسة لقاح بوك الأصلي. قدّم أدلة أمام عمل مجلس العموم لجستي في عام 1774، وهو عمل سابق لـ Jenner قبل 22 عامًا. لسوء الحظ، أضعفت حالة جيستي الموثقة جيدًا بسبب فشله في تقديم التماس شخصيًا، وإدراج بيرسون لمطالبين آخرين لم يتم التحقق من صحة أدلتهم، لذلك لم تكن هناك مكافأة قادمة.
```
 
```

غير مدرك للالتماسات السابقة لجورج بيرسون إلى حكومة بيت حول مزارع دورست، القس الدكتور أندرو بيل، عميد سواناج بالقرب من مكان إقامة جيستي في وقت لاحق، أعد ورقة بتاريخ 1 أغسطس 1803، تقترح جيستي كأول ملقح، وأرسلت نسخًا إلى معهد لقاح بوك الأصلي وعضو البرلمان جورج روز. كتب بيل للمؤسسة مرة أخرى في عام 1804، بعد أن علم بتورط بيرسون.
في عام 1805، بتحريض من بيرسون وبدعوة من المؤسسة، قدم جستي أدلته أمام 12 مسؤولًا طبيًا للمؤسسة في قاعدتها على زاوية شارع برودويك وشارع بولندا في سوهو. قام روبرت، الابن الأكبر لجيستي (بحلول ذلك الوقت 28 عامًا) برحلة إلى لندن ووافق على تلقيه بالجدري مرة أخرى لإثبات أنه ما زال يتمتع بالحصانة. بعد أن تم استجواب جيستي، تم تقديمه بشهادة طويلة وزوج من المشابك الذهبية. تم نشر الدليل الشفوي لفحصهم في مجلة إدنبرة الطبية والجراحية.
تقرير من معهد لقاح بوك الأصلي، 1805.
```
"أنه تم دفعه للقيام بهذه الممارسة الجديدة في عام 1774 لمواجهة الجدري، الذي كان سائداً في ذلك الوقت في يتمنستر، حيث أقام بعد ذلك، من معرفة الرأي العام للبلاد منذ ذلك الحين كان صبيا (الآن قبل 60 عاما) أن الأشخاص الذين مروا بلحوم البقر بشكل طبيعي، أي عن طريق أخذها من الأبقار، كانوا غير مستعدين للجدري؛ من خلال نفسه غير قادر على أخذ الجدري، بعد أن مر كلب البقرة قبل سنوات عديدة؛ من معرفة العديد من الأفراد، الذين لم يتمكنوا بعد الجدري من إثارة الجدري؛ من الاعتقاد بأن كلب البقرة كان حنانًا خاليًا من الخطر؛ ومن رأيه أنه من قبل البقرة - التلقيح في الجيب، يجب أن يتجنب تطعيم أمراض مختلفة في دستور الإنسان، مثل "الشر (الجنون)، والجنون، والأزهار (الزهري)، والعديد من الدعابات السيئة"، كما سماها.
```

في هذا الحدث، حاولت عائلة جيستي إقناعه بارتداء ملابس أكثر حداثة، لكنه رفض أن يقول «إنه لا يرى لماذا يجب أن يرتدي ملابس أفضل في لندن منه في البلاد». مباشرة بعد استجوابه، تم نقل جيستي إلى استوديو الرسام صورة مايكل وليام شارب في شارع جريت مارلبورو القريب. أثبتت جيستي حاضنة نفاد صبرها، ولذا لعبت السيدة شارب البيانو في محاولة لتهدئته كما رسمته شارب. بعد تاريخ متقلب، أصبحت الصورة مملوكة الآن من قبل Wellcome Trust وهي معارة إلى متحف مقاطعة دورست في دورشيستر.
في يوم الأحد الموافق 15 يوليو 1806، بشر بيل بالخطبة نفسها مرتين تكريما لجيستي، "التي غالبًا ما ينسى أولئك الذين سمعوا بالدكتور جينر اكتشافهم لفعالية لحم البقر ضد الجدري.
```
توفي جيستي
  في Worth Matravers في 16 أبريل 1816 ودفن  في موقع بارز في ساحة الكنيسة الرعية. توفيت أرملته إليزابيث في 8 يناير 1824 ودفنت معه. كل من شواهد القبور هي هياكل مدرجة، ويرجع ذلك في المقام الأول إلى اهتمامهم التاريخي.
[
9
]
 يقرأ النص الكامل على شاهد قبر جيستي: 
```

(مقدس) لذكرى Benj.in. جلالة (داونشاي) التي غادرت هذه الحياة، في 16 أبريل 1816 وعمرها 79 عامًا. ولد في يتمنسترص في هذه المقاطعة، وكان رجلًا صادقًا مستقيمًا: لوحظ بشكل خاص لكونه أول شخص (معروف) قدم جدري البقر بواسطة التلقيح، والذي من قوته الذهنية العظيمة جعل التجربة من (البقرة) على زوجته وابنيه في عام 1774.